# Delft
Delft ([dɛlft] ⓘ) là một thành phố ở tỉnh Zuid-Holland (Nam Hà Lan), Hà Lan, nằm giữa 2 thành phố Rotterdam và Den Haag. Delft được coi là một thành phố Hà Lan đặc trưng, nổi tiếng với các con kênh, đồ gốm Xanh Delft (Delfts Blauw), trường Đại học Công nghệ Delft (TU Delft) danh tiếng và nơi yên nghỉ của Hoàng gia Hà Lan.

## Điểm du lịch
Du khách đến Delft có thể thưởng ngoạn quang cảnh khu phố cổ khi đi trên du thuyền dọc theo những con kênh.
Để tới Delft, có thể đi tàu điện và dừng tại ga Delft hoặc Delft-Zuid (Nam Delft). Ga Delft gần với ga Den Haag, với khoảng cách chỉ 5 phút theo đường tàu điện.

## Giáo dục
Ở Delft có hai cơ sở đào tạo, nghiên cứu nổi tiếng là:
- Trường Đại học công nghệ Delft (Technische Universiteit Delft hay TU Delft) là trường đại học kỹ thuật lớn nhất và nổi tiếng nhất Hà Lan cũng như ở châu Âu. Trường được Nhà vua William II thành lập năm 1842. Ngày nay, có khoảng 13000 sinh viên đang theo học tại đây.
- Viện Giáo dục về Thủy lợi (UNESCO-IHE) (UNESCO-IHE Institute for Water Education) là nơi đào tạo về khoa học quản lý nước và kỹ thuật thủy lợi cho các sinh viên sau đại học của các quốc gia đang phát triển.

## Nhân vật nổi tiếng

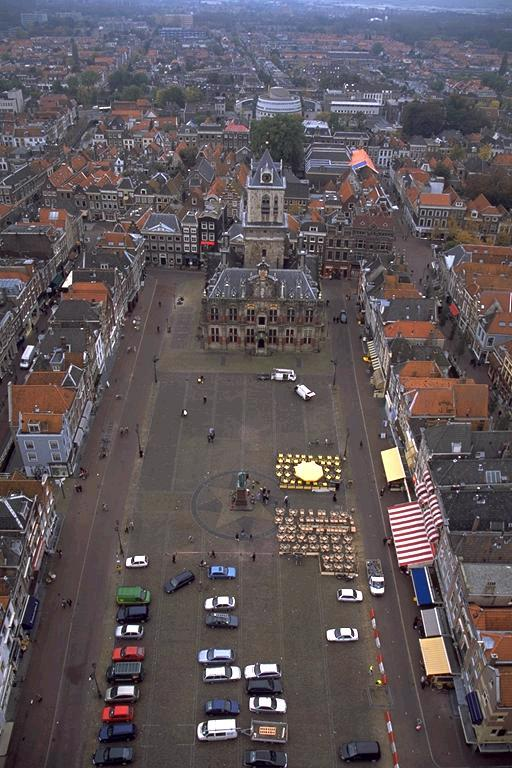
Hugo de Groot (hay Hugo Grotius) (1583-1645), luật sư, người đặt nền móng cho luật quốc tế. Có một bức tượng của Hugo Grotius đặt tại quảng trường trước Nhà thờ Mới.
- Maarten van den Hove (1605-1639), nhà thiên văn học và toán học.
- Stien Baas-Kaiser (hay Stien Kaiser) (1938-), vô địch Olympic 1972 môn trượt băng tốc độ.
- Antony van Leeuwenhoek (1632-1723), cha đẻ ngành vi sinh và người cải tiến kính hiển vi.
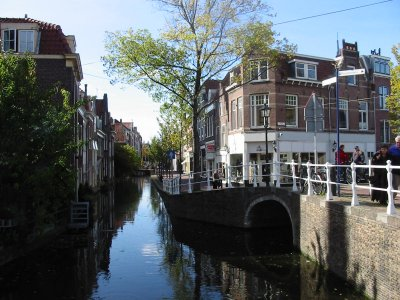
Johannes Vermeer (1632-1675), họa sĩ; một bức vẽ nổi tiếng của ông là "Cô gái với đôi khuyên ngọc trai".
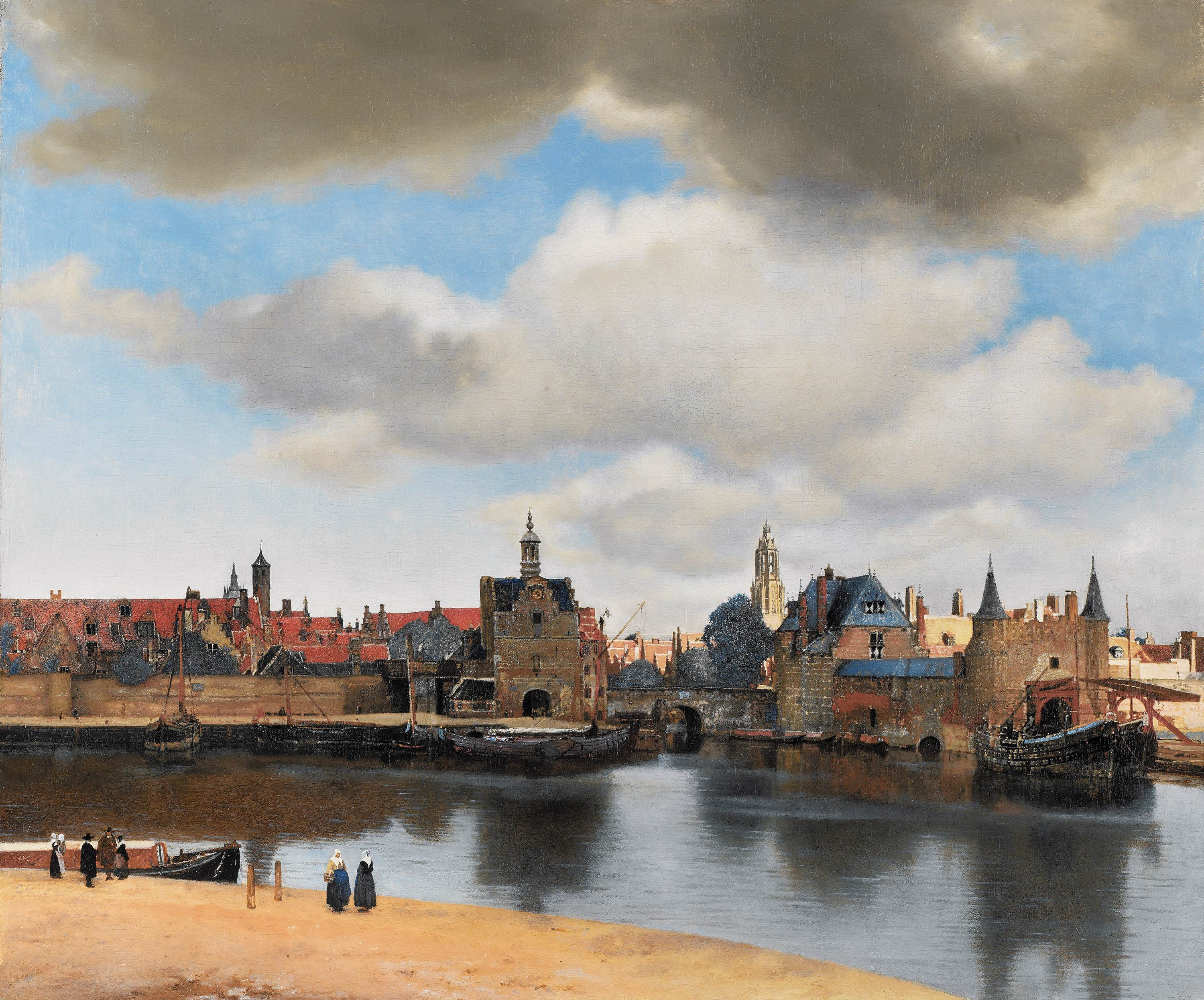
View of Delft, tranh của Johannes Vermeer, 1660-1661
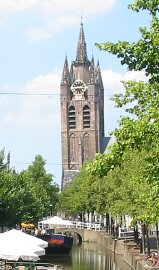
Oude Kerk (Nhà thờ Cũ)
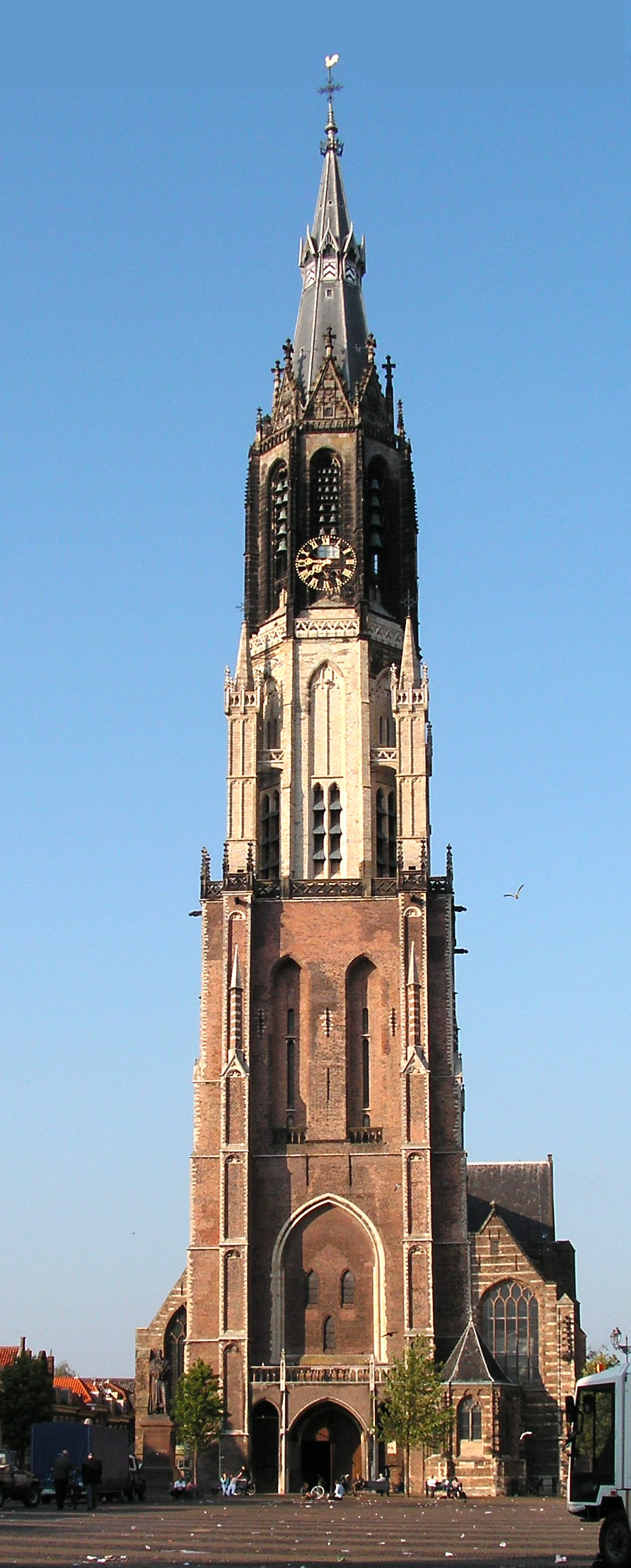
Nieuwe Kerk (Nhà thờ Mới)
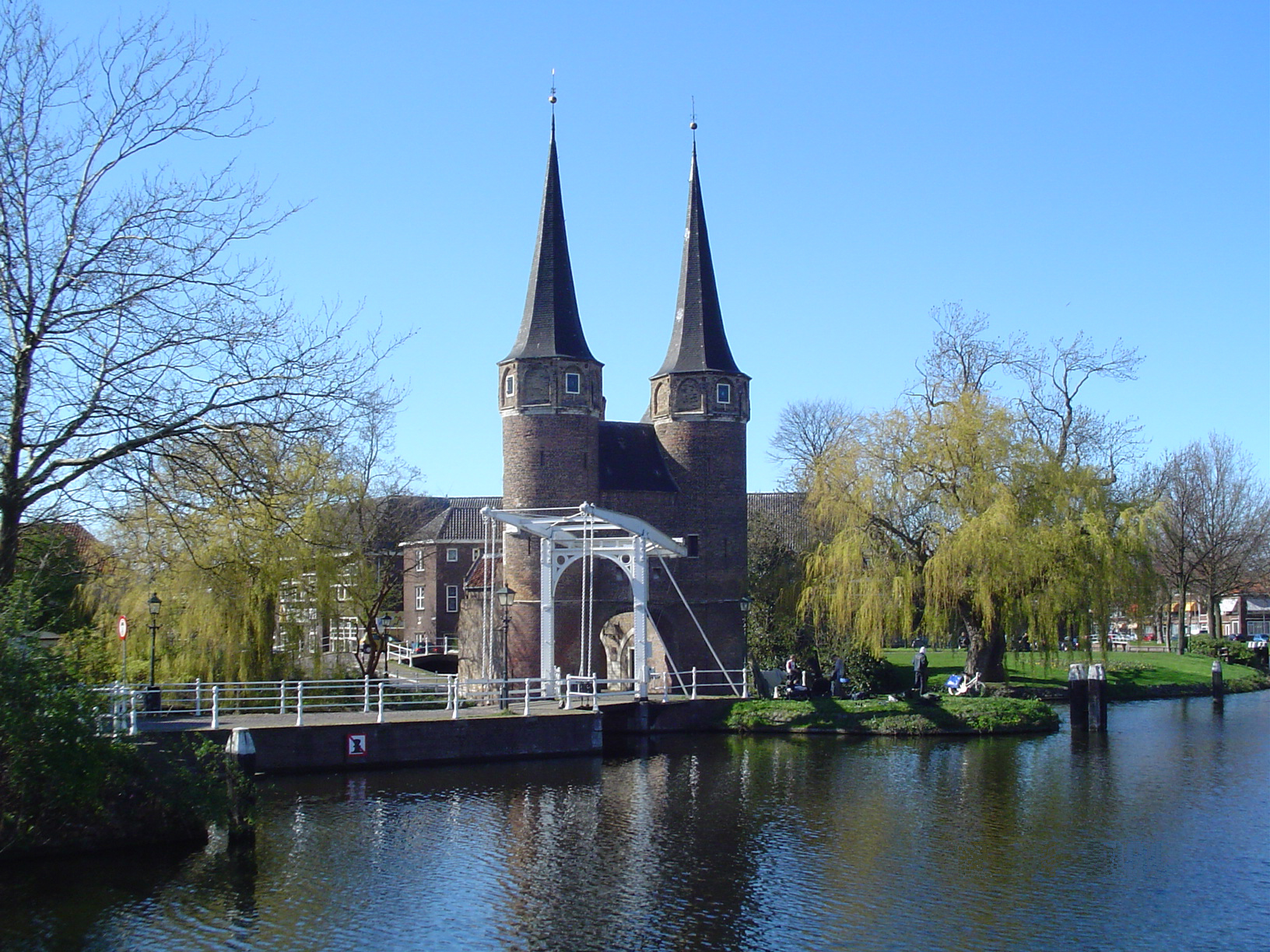
Oostpoort (Cửa Đông)